# پیمان اتحادیه آزاد

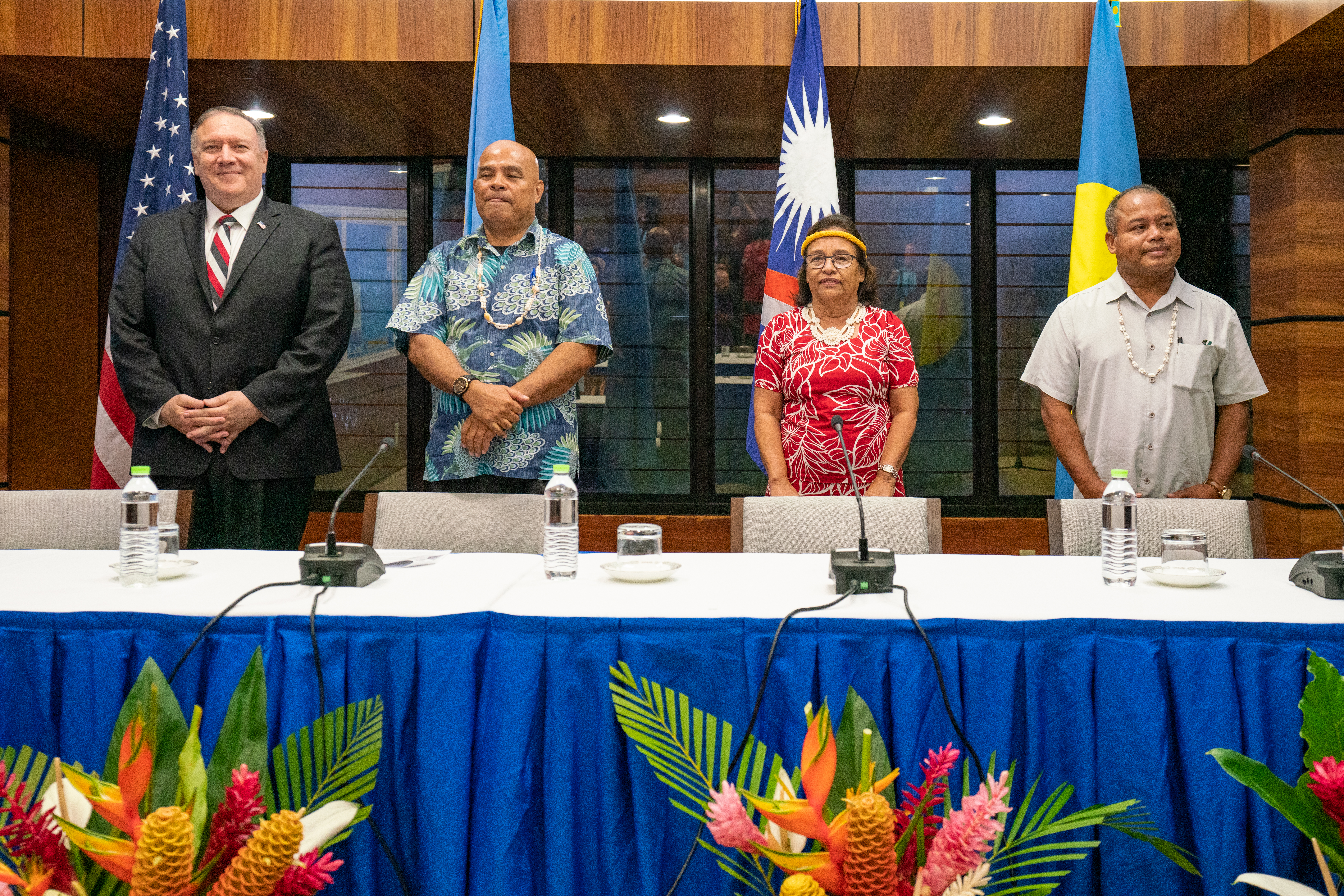
نشست نمایندگان کشورهای پیمان اتحادیه آزاد در کولونی، میکرونزی، در آگوست ۲۰۱۹. از چپ به راست: مایک پمپئو وزیر امور خارجه ایالات متحده، دیوید پانوئلو رئیس جمهور میکرونزی، رئیس جمهور مارشالی هیلدا هاینه و معاون رئیس جمهور پالائو، رینولد اویلوچ

پیمان اتحادیه آزاد یک توافق بین‌المللی است که سازنده و نگهدارنده روابط بین گروه آزاد ایالات متحده آمریکا و سه کشور در اقیانوس آرام ایالات فدرال میکرونزی، جزایر مارشال، و پالائو است. این سه کشور به همراه جزایر ماریانای شمالی در گذشته، کشور قلمرو تراست جزایر اقیانوس آرام را تشکیل می‌دادند که از ۱۹۴۷ تا ۱۹۵۱ توسط نیروی دریایی ایالات متحده آمریکا و از ۱۹۵۱ (میلادی) تا ۱۹۸۶ (برای پالائو تا ۱۹۹۴) توسط وزارت کشور ایالات متحده آمریکا اداره می‌شد.
پیمان اتحادیه آزاد در امتداد توافق امانی قلمروئی سازمان ملل متحد و آمریکا پدید آمد که حکومت فدرال ایالات متحده آمریکا را موظف می‌کرد تا «موقعیت مردم قلمرو تراست را به یک دولت خودمختار یا مستقل به گونه مناسبی ارتقا دهند تا مردم آن قلمرو، آزادانه امیدها و نگرانی‌های خود را بیان کنند». بر پایه پیمان اتحادیه آزاد، حکومت فدرال ایالات متحده آمریکا کمک مالی تضمین شده‌ای را برای یک دوره ۱۵ ساله را تأمین می‌کند که توسط دفتر امور جزیره‌ای مدیریت می‌شود. در برابر این کمک، قدرت و مسئولیت دفاع بین‌المللی کامل از این کشورها در اختیار آمریکا است.
چانه‌زنی دربارهٔ پیمان اتحادیه آزاد در ۱۹۸۰ آغاز شد و در سال‌های ۱۹۸۲ تا ۱۹۸۳ توسط احزاب سیاسی امضا شد. این پیمان در همه‌پرسی‌هایی که در ۱۹۸۳ (میلادی) انجام شد توسط شهروندان کشورهای اقیانوس آرام تأیید شد. در ۱۹۸۶ (میلادی) این پیمان در کنگره ایالات متحده آمریکا تصویب و از ۱۳ نوامبر ۱۹۸۶ به قانون تبدیل شد.

## مقررات اقتصادی
هر یک از کشورهای عضو پیمان اتحادیه آزاد، فعالانه در همه فعالیت‌های کمک‌رسانی فنی دفتر امور جزیره‌ای مشارکت می‌کنند. دولت آمریکا به گونه‌ای ویژه به این سه کشور، دسترسی به بسیاری از برنامه‌های داخلی خود را می‌دهد. نمونه این برنامه‌ها، برنامه مهاجرت بر اثر بلایای طبیعی، و برنامه واکنش به بلای طبیعی با مدیریت سازمان مدیریت بحران فدرال، خدمات ارائه شده توسط خدمات هواشناسی ملی ایالات متحده آمریکا، خدمات پستی ایالات متحده آمریکا، اداره هوانوردی فدرال، کمیسیون ارتباطات فدرال، و نمایندگی آمریکا در هیئت ثبت فرکانس‌های بین‌المللی در اتحادیه بین‌المللی مخابرات هستند. اگرچه کشورهای عضو پیمان اتحادیه آزاد، خارج از منطقه‌های گمرکی آمریکا هستند اما عمدتاً برای واردات، بدون گمرک هستند.
بیشتر شهروندان کشورهای عضو پیمان اتحادیه آزاد می‌توانند در آمریکا کار و زندگی کنند و بیشتر شهروندان آمریکا و همسران آن‌ها می‌توانند در کشورهای عضو پیمان اتحادیه آزاد کار و زندگی کنند. در ۱۹۹۶ لایحه فرصت کاری و مسئولیت فردی آمریکا امکان بهره‌مندی از برنامه خدمات درمانی مدیکید را حتی برای اهالی کشورهای عضو پیمان اتحادیه آزاد از بین برد. حتی پس از یک دوره پنج‌ساله که اهالی دیگر کشورها می‌توانند از مدیکید بهره‌مند شوند اهالی کشورهای عضو پیمان اتحادیه آزاد همچنان امکان این کار را ندارند.

## مقررات نظامی
پیمان اتحادیه آزاد به آمریکا اجازه می‌دهد که برای انجام عملیات نظامی در کشورهای عضو پیمان اتحادیه آزاد درخواست زمین کُنَد (که مورد بحث است) و حضور دیگر نیروهای خارجی بدون اجازه آمریکا ممکن نیست. در برابر آن، آمریکا از هر گونه حمله خارجی و داخلی علیه این کشورها دفاع کرده، هر گونه پیمان و امور دفاعی بین‌المللی را رعایت کرده، و هیچ‌گاه از سوی آن‌ها علیه کشور دیگری اعلان جنگ نمی‌کند. آمریکا اجازه استفاده از جنگ‌افزار هسته‌ای، جنگ‌افزار شیمیایی، یا جنگ‌افزار بیولوژیک را در قلمرو پالائو ندارد. آمریکا در قلمرو ایالات فدرال میکرونزی و جزایر مارشال اجازه نگهداری چنین جنگ‌افزارهایی را ندارد. مگر در هنگام اضطرار ملی، جنگ، یا هنگامی که علیه آمریکا، ایالات فدرال میکرونزی، یا جزایر مارشال جنگ واقعی در جریان است یا آغاز جنگی، بسیار نزدیک است.
شهروندان کشورهای عضو پیمان اتحادیه آزاد می‌توانند در نیروهای مسلح ایالات متحده آمریکا خدمت کنند. مفسران می‌گویند که حضور دائمی و استخدام در نیروهای مسلح ایالات متحده آمریکا در کشورهای عضو پیمان اتحادیه آزاد می‌تواند به رسیدن به درجات بالای نظامی بینجامد. برای نمونه در سال ۲۰۰۸ ایالات فدرال میکرونزی به نسبت آمریکا نرخ ثبت نام کنندگان بیشتری داشت و با ۹ سرباز مُرده از ۱۰۷٬۰۰۰ جمعیت کشور، میانگین سرانه ملی تلفات آن در جنگ عراق و جنگ در افغانستان (۲۰۰۱–۲۰۱۴) پنج برابر آمریکا بود.

## تمدید در سال ۲۰۰۳
در سال ۲۰۰۳ پیمان اتحادیه آزاد برای ایالات فدرال میکرونزی و جزایر مارشال برای ۲۰ سال تمدید شد. این پیمان تازه به سرمایه‌گذاری ۳/۵ میلیارد دلار آمریکا برای این دو کشور انجامید. در غالب «تاثیرگذاری پیمان» ۳۰ میلیون دلار نیز سالانه به مجموع مناطق ساموآی آمریکا، گوآم، هاوایی، و جزایر ماریانای شمالی پرداخت می‌شود. این پول به دولت‌ها کمک می‌کنند تا با ارائه خدمات به مهاجرت مردم جزایر مارشال، ایالات فدرال میکرنزی، و پالائو از هزینه‌های درمانی آن‌ها بکاهند. استفاده آمریکا از آب‌سنگ حلقوی کواجالین برای آزمایش موشک نیز برای همین مدت تمدید شد. این پیمان جدید برخی قوانین مهاجرت را نیز عوض کرد. شهروندان جزایر مارشال و ایالات فدرال میکرنزی برای ورود به آمریکا نیاز به همراه داشتن گذرنامه دارند. خدمات پستی ایالات متحده آمریکا امکان پرداخت هزینه فرستادن نامه به جزایر مارشال، ایالات فدرال میکرونزی به نرخ بین‌المللی به صورت گام به گام در طول ۵ سال را داده بود. اما انجام این تغییرات را از ژانویه ۲۰۰۶ آغاز کرد. اما در نوامبر ۲۰۰۷ تصمیم به بازگشت به خدمات و نرخ هزینه درون کشوری گرفت.
پیمان تمدید شده با نام «پیمان دوم» برای ایالات فدرال میکرونزی در ۲۵ ژوئن ۲۰۰۴ و برای جزایر مارشال در ۳۰ ژوئن ۲۰۰۴ (میلادی) اجرایی شد.
مقررات اقتصادی پیمان برای پالائو ۱۸ میلیون دلار کمک سالانه فراهم می‌کرد که در ۳۰ سپتامبر ۲۰۰۹ به پایان رسید. مذاکرات برای تمدید آن در اواخر سال ۲۰۱۰ آغاز شد. کمک مالی آمریکا به پالائو بر پایه قطع‌نامه ادامه‌دار است که در کنگره آمریکا تصویب شد. به خاطر رکود بزرگ مالی، برنامه «سرمایه امانی پیمان» جایگزین کمک مالی اندک آمریکا شد. مقررات دفاع ملی و منطقه‌ای تا سال ۲۰۱۵ برقرار ماندند.

## انجام تعهدات از سوی آمریکا
امروز، مدیریت آمریکا بر قلمروهای تراست پیشین بر پایه پیمان اتحادیه آزاد در چند دهه گذشته همواره مورد انتقاد بوده‌است. یک گزارش مأموریت سازمان ملل متحد در ۱۹۶۱ به مدیریت همه‌جانبه آمریکایی: ترابری ضعیف، شکست در حل ادعاهای خسارت جنگ، شکست در پرداخت کافی برای زمین‌هایی که برای اهداف نظامی گرفته شده‌اند، استانداردهای زندگی ضعیف، توسعه اقتصادی ناکافی، برنامه‌های آموزشی ناکافی، و تقریباً هیچ امکان بهداشت و درمان اشاره می‌کند. در ۱۹۷۱ نماینده کنگره «پتسی مینک» گزارش گفت که " پس از پیروزی در بدست آوردن حق کنترل میکرونزی، [آمریکا] با بی‌تفاوتی و عدم کمک، باعث رکود و فروپاشی این کشورهای جزیره‌ای شد. مردم این کشورها هنوز بسیار فقیر هستند و از همه امکانات پایه زندگی مانند آموزش و پرورش دَرخور، مَسکَن، استانداردهای بهداشتی خوب، و آب‌شیرین کُن‌های مدرن بی‌بهره‌اند.
پس از آغاز اجرای پیمان، به کمیته فرعی آسیا و اقیانوسیه دفتر امور خارجه ایالات متحده آمریکا نیز انتقاد شد؛ زیرا آمریکا تعهدات خود در مورد رسیدگی به تأثیرات آزمایش‌های هسته‌ای در جزایر مارشال را اجرایی نکرد که بخشی از محل‌های آزمایش اقیانوس آرام بودند. منتقدان اشاره کردند که بند ۱۷۷ پیمان اتحادیه آزاد، آمریکا را مسئول رسیدگی و پرداخت خسارت به پیامدها، پیش، در هنگام، و پس از انجام آزمایش هسته‌ای می‌داند و از ۲/۲ میلیارد دلاری که دادگاه ادعاهای خسارت هسته‌ای بر پایه پیمان جزایر مارشال حکم به پرداخت داده، تنها ۴ میلیون دلار پرداخت شده‌است. دادگاه ادعاهای خسارت ایالات متحده آمریکا دو پرونده را برای داوری رد کرد. با توجه به این ادعاهای رسیدگی نشده، متخصصان پزشکی گفتند که تأثیرات گسترده احتمالی آزمایش‌های هسته‌ای در محل‌های آزمایش اقیانوس آرام با شیوع بیماری‌های پرتوزایی مانند بیماری قلبی، دیابت، و چاقی با تغییر اجباری در عادت‌های قضایی و روش زندگی مرتبط است. در سال ۲۰۱۱ قانون‌گذاران گفتند که کنگره آمریکا دائماً از ارائه خدمات بهداشتی و امکانات متعهد شده به شهروندانی که برای درمان، تحصیل، و کار به آمریکا می‌روند سر باز می‌زند. این موضوع، به ویژه پس از تصویب لایحه فرصت‌های شغلی و مسئولیت فردی، شدت بیشتری یافت.
همچنین پرسش‌هایی در مورد مسئولیت‌پذیری آمریکا به خاطر کشتی‌های جنگی و تانکرهای نفت رها شده یا ویران شده در همه آب‌سنگ‌های حلقوی و آبخوست‌هایی که نیروهای مسلح ایالات متحده آمریکا به آنها پا گذاشته یا در اطراف آنها حضور داشته وجود دارد.

## مشکلات بهداشت و درمان
در سال ۲۰۰۹ (میلادی) ایالت هاوایی تحت مدیریت فرماندار آن لیندا لینگل تلاش کرد تا با حذف همه اهالی کشورهای عضو پیمان اتحادیه آزاد از مِد-کوئِست (برنامه پوشش گسترده مدیکید ایالت) دسترسی شهروندان این کشورها به خدمات بهداشت و درمان را محدود کند. اهالی کشورهای عضو پیمان اتحادیه آزاد، تحت پوشش یک برنامه بهداشتی محدود به نام «بهداشت پایه هاوایی» قرار گرفتند در این برنامه، خدمات رفت‌وآمد، وجود ندارد و بیماران نمی‌توانند در مواقع ضروری بیش از ده روز در سال در بیمارستان بستری شوند، دوازده بار در سال ویزیت سرپایی شوند، و چهار نسخه پزشکی در ماه دریافت کنند. برنامه بهداشت پایه هاوایی انجام عمل دیالیز را تنها در مواقع ضروری انجام می‌دهد و بین ده تا دوازده نسخه در ماه را می‌پذیرد، و همه داروها را پوشش نمی‌دهد. بهداشت پایه هاوایی باعث می‌شود که بیماران پس از دو تا سه ماه انتظار به پزشک متخصص دسترسی پیدا کنند.
با توجه به اینکه چنین سیاستی تبعیض غیرقانونی و نقض بند حمایت برابر است، قاضی دادگاه فدرال منطقه‌ای «جان مایکل سیبرات» حکم اولیه بر توقف اجرای بهداشت پایه هاوایی را صادر کرد. به خاطر بالا بودن احتمال آسیب جبران‌ناپذیر، قاضی سیبرایت گفت: «شواهد قانع کننده‌ای وجود دارد که برنامه پوشش محدود بهداشت پایه هاوایی باعث فراموش شدن اهالی کشورهای عضو پیمان اتحادیه آزاد می‌شود که به با وجود نیاز به درمان، توان پرداخت هزینه‌های آن را ندارند». فرماندار جانشین «لینگل»، «نیل آبرکرومبی» در دادگاه استیناف حوزه نهم ایالات متحده آمریکا درخواست تجدید نظر برای ممنوعیت برنامه بهداشت پایه هاوایی را کرد. زیرا حوزه نهم، به نفع دولت ایالتی رای می‌داد. اما هنگامی که دیوان عالی ایالات متحده آمریکا از شنیدن دفاعیات او سر باز زد، آبرکرومبی بسیاری از اهالی کشورهای عضو پیمان اتحادیه آزاد را از پوشش مد-کوئست حذف کرد و تحت پوشش «برنامه‌های لایحه بهداشت قابل پرداخت» درآورد.
در دیگر ایالت‌ها به ویژه آرکانزاس که تعداد زیادی از مردم جزایر مارشال در آن زندگی می‌کنند اهالی کشورهای عضو پیمان اتحادیه آزاد امکان قرار گرفتن تحت پوشش مدیکید را ندارند.